# Бесплатные деньги
«Бесплатные деньги» (англ. Money for Nothing) — американская криминальная комедия, снятая Рамоном Менендезом. Фильм основан на реальных событиях произошедших с Джоуи Койлом, портовым грузчиком из Филадельфии, который в феврале 1981 года нашёл на улице сумку с 1 200 000 долларов выпавших из проезжавшей инкассаторской машины. 
В фильме роль Джоуи Койла сыграл Джон Кьюсак, также в картине играли Деби Мейзар, Майкл Мэдсен, Бенисио Дель Торо, Майкл Рапапорт и Фионнула Флэнаган. Съёмки проводились в Филадельфии и Питтсбурге. Премьера состоялась 20 августа 1993 года.

## Сюжет
Безработный портовый грузчик и неудачник Джоуи Койл (Джон Кьюсак) находит сумку с деньгами посреди дороги; сумка выпала во время перевозки из инкассаторской машины. Джоуи думает, что его никто не видел, но местный мальчик видел машину, и как кто-то подобрал мешок с деньгами и об этом он сообщает детективу Лоренца (Майкл Мэдсен), который ведёт это дело. Койл вынуждает своего друга Кенни Козловски (Майкл Рапапорт) избавиться от машины, столкнув её в озеро. Кенни пытается убедить Джоуи вернуть деньги, но тот решает оставить их себе. Также в это время Койл просит своего знакомого Дино Палладино (Бенисио Дель Торо) помочь ему отмыть деньги через местную мафию. Полиция находит машину в озере и узнает о её владельце. Детектив Лоренца наведывается домой к Козловски, и тот говорит ему, что деньги забрал Койл. Соседи, подслушав, распространяют слух по всему городу, что Джоуи взял деньги. Фильм заканчивается тем, что Койл и его подруга Моника (Деби Мейзар) пытаются сбежать в другую страну, но в аэропорту их арестовывают.

## В ролях
| Актёр                | Роль             |
| -------------------- | ---------------- |
| Джон Кьюсак          | Джоуи Койл       |
| Деби Мейзар          | Моника Руссо     |
| Майкл Рапапорт       | Кенни Козловски  |
| Майкл Мэдсен         | детектив Лоренцо |
| Бенисио Дель Торо    | Дино Палладино   |
| Мори Чайкин          | Винсент Гольдони |
| Джеймс Гандольфини   | Билли Койл       |
| Фионнула Флэнаган    | миссис Койл      |
| Филип Сеймур Хоффман | Кочран           |